# نزدک نوردیک
نزدک نوردیک (انگلیسی: Nasdaq Nordic) بازار بورس اوراق بهادار سوئدی است، که در سال ۲۰۰۳ تأسیس شد.